# AX-5

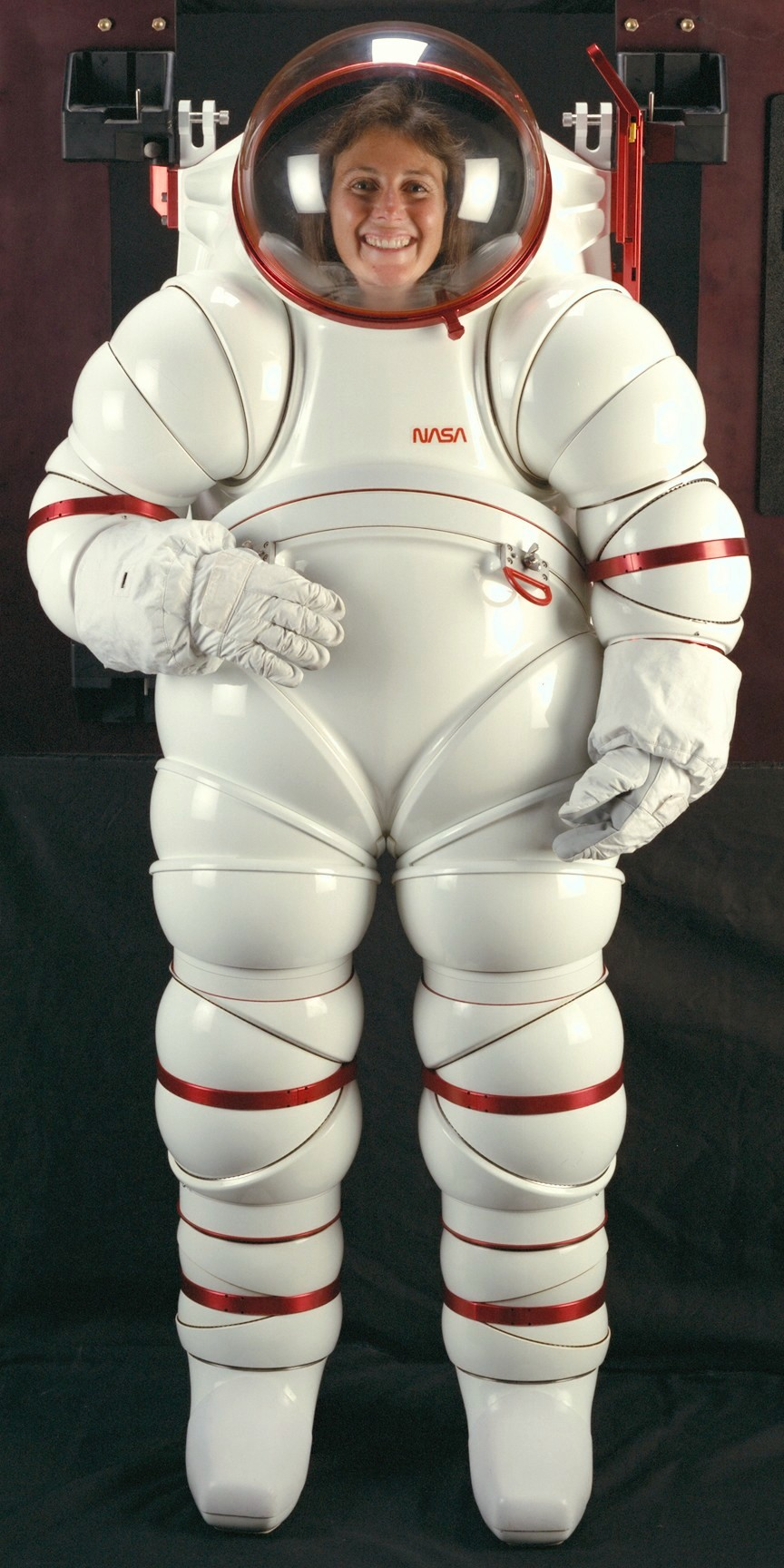
Traje espacial AX-5.

AX-5 es un tipo de traje espacial diseñado por el centro de investigación Ames de la NASA en los años 1980 y que no llegó a ponerse en producción. Se trata de un traje rígido de alta presión y que no necesita prerrespiración. Consigue una gran movilidad a pesar de ser de volumen constante gracias a un diseño de exoesqueleto rígido de metal y materiales compuestos. El diseño minimiza el esfuerzo requerido para mover las articulaciones, pero hace al traje pesado y potencialmente incómodo. Además necesitaría de un acolchado interno para evitar daños al astronauta por contacto con el interior rígido del traje. La NASA finalmente desechó este tipo de diseños y se centró en trajes flexibles.